# Cadrema setaria
Cadrema setaria är en tvåvingeart som först beskrevs av Becker 1911.  Cadrema setaria ingår i släktet Cadrema och familjen fritflugor. Inga underarter finns listade i Catalogue of Life.